# Shizuoka (cidade)
- Commons
- Commons

Shizuoka (静岡市 -shi) é uma cidade japonesa localizada na província de Shizuoka.
Em 2003 a cidade tinha uma população estimada em 702 697 habitantes e uma densidade populacional de 511,48 h/km². Tem uma área total de 1 373,85 km².
Recebeu o estatuto de cidade a 1 de Abril de 1889.
Localiza-se no centro da ilha Honshu, perto do monte Fuji.

## Curiosidades
Shizuoka é a cidade natal da Miss Universo 2007, Riyo Mori.
Cidade Natal do Diretor da Serie de Video-games Dark Souls, Hidetaka Miyasaki

## Cidades-irmãs
- Stockton, EUA
- Shelbyville, EUA
- Omaha, EUA
- Muroran, Japão
- Joetsu, Japão
- Cannes, França

### Acordo de amizade
- Huế, Vietnã
- Saku, Japão